# Éric Verhoest
Éric Verhoest, né en 1959, est un éditeur et auteur belge.

## Biographie
Éric Verhoest naît en 1959. Après des études en journalisme à l'Université libre de Bruxelles, il travaille pour la presse écrite et les médias notamment la RTBF où il s'occupe de bande dessinée de 1983 à 1991 pour différentes émissions culturelles.
En 1984, il crée les éditions Champaka Brussels qui se spécialisent dans la réalisation d'impressions artistiques liées à la bande dessinée. Ce label est depuis devenu l'un des leaders de ce marché dit « de niche ». François Schuiten, Yslaire, André Juillard, Loustal, Moebius, Hergé, Yves Chaland, Floc'h et Franquin, et d'autres travaillent avec lui depuis de longues années.
En 1987, aux côtés de Jean-Luc Cambier, il réalise le mini-récit Un @#*! De réveillon publié dans Spirou no 2594.
En 1989, aux côtés du même, il réalise le livre-jeu Le Grand Jeu dans la collection « Alea jacta est ! » aux éditions Éditions Albert René.
En 1992, il crée Auteurs Associés, une agence de consultance qui officie dans différents secteurs du Neuvième Art : stratégie de droits dérivés (Astérix, Gaston Lagaffe), agence rédactionnelle, expositions et autres.
En collaboration avec Jean-Luc Cambier, il rédige des livres (La Légende des Sambre chez Glénat, Le Monde de Franquin chez Marsu Productions) qui abordent la bande dessinée sous un angle qui se veut résolument journalistique. L'album Un nouveau monde s'inscrit également dans cette logique.
En juin 2006, il devient directeur éditorial des éditions Dupuis. Depuis, Éric Verhoest continue toujours de se consacrer à l'œuvre laissée derrière lui par Franquin, en signant notamment l'album Franquin, la chronologie d'une œuvre,.

## Œuvres

### Ouvrages
- 1987 - Les Guerriers du feu[6], La Loi du sabre, Doug Headline, Éric Verhoest et Jean-Luc Cambier ; ill. de Francis Philipps, Librairie générale française
- 1987 - Le Monastère oublié, La Loi du sabre, Doug Headline, Éric Verhoest et Jean-Luc Cambier ; ill. de Francis Philipps, Librairie générale française
- 1987 : La Marque du samouraï[7], La Loi du sabre, Doug Headline, Éric Verhoest et Jean-Luc Cambier ; ill. de Francis Philipps, Librairie générale française
- 1991 : L'Encyclopédie du Marsupilami de Franquin : la grande énigme, Batem, Verhoest, Jean-Luc Cambier ; ill., Adam Devreux, Batem, Closter, et al., Marsu Productions  (ISBN 2-908462-06-0)
- 1996 : Blake et Mortimer : histoire d'un retour[8], Jean-Luc Cambier, Éric Verhoest ; entretiens avec Jean Van Hamme et Ted Benoit, Paris, Dargaud  (ISBN 2-205-04262-9)
- 2003 : La Légende des Sambre - entretiens avec Jean-Luc Cambier et Éric Verhoest, Yslaire, Glénat  (ISBN 2-7234-4041-9)
- 2004 : [Exposition. Paris. 2004-2005] Le monde de Franquin... : exposition... du 19 octobre 2004 au 31 août 2005, [Paris, Cité des sciences et de l'industrie] / conçue et produite par Marsu productions, en collaboration avec la Cité des sciences et de l'industrie ; textes, Jean-Luc Cambier et Éric Verhoest, Marsu productions
- 2006 : [Exposition. Paris. 2006], Ted Benoit : un nouveau monde / texte de Jean-Luc Cambier et Éric Verhoest, Dargaud.
- 2007 : Franquin : Chronologie d’une œuvre[9] avec José-Louis Bocquet, Marsu Productions  (ISBN 978-2-354-26010-1).
- 2009 : Roba illustrateur[10], Dargaud  (ISBN 978-2-505-00614-5).

### Livres-jeux
- Le Grand Jeu, Éric Verhoest et Jean-Luc Cambier, Éditions Albert René, coll. « Alea jacta est ! », 1989  (ISBN 2-86497-028-7).
- Bon voyage !, Mediatoon Licensing, juillet 2016
Scénario : collectif dont Éric Verhoest - Dessin : collectif dont Adam Devreux - Couleurs : quadrichromie -  (ISBN 979-10-90870-15-4),Publié pour les Aéroports de Paris. Album bilingue : Français / anglais. Contient des jeux, coloriages et des BD du Marsupilami, Boule et Bill et Garfield.

### Publications dans revues et journaux
- 1987 - mini-récit Un @#*! De réveillon[3], Spirou no 2594, Éric Verhoest et Jean-Luc Cambier.

### Émissions de télévision
- Rencontre Claude Renard, alchimiste de la bande dessinée, interview de Claude Renard par Éric Verhoest, émission Cargo de nuit, RTBF (4 min 13 s), du 30 avril 1986.

#### Livres
- François Deneyer, Petites histoires originales : Un voyage parmi les planches originales de la bande dessinée, Bruxelles, Musée Jijé, 2016, 421 p., ill. ; 31 cm (ISBN 978-2-9601892-0-9 et 2960189205, OCLC 976406053, BNF 45326172, présentation en ligne), p. 115. .

### Articles
- Jean-Luc Cambier et Éric Verhoest (interviewés par Didier Pasamonik), « « La Légende des Sambre », entretiens avec Jean-Luc Cambier et Éric Verhoest, chez Glénat », ActuaBD,‎ 14 septembre 2003 (lire en ligne, consulté le 4 février 2024).

### Vidéographie
- [vidéo] « Éric Verhoest nous parle de Yves Chaland et de Maurice Tillieux », sur YouTube